# Formación Irati
La Formación Irati es el nombre de una formación geológica de la cuenca del Paraná, Brasil.  La palabra Irati proviene del tupí-guaraní y significa «río de miel», de acuerdo con el geólogo Amaral (1971).
Consta de lutitas, lutitas bituminosas y calizas. Es una de las fuentes principales de petróleo de la cuenca del Paraná.
La Formación Irati se depositó durante el Artinskiano (Cisuraliano, es decir Pérmico inferior), datada a través de pólenes y circones en capas de bentonita, derivadas de cenizas volcánicas, en una edad de 278 ± 2,2 Ma. Se produce en el Sur del Brasil (el Geoparque Paleorrota), São Paulo y Minas Gerais Triángulo y los estados de Goiás y Mato Grosso do Sul.
La Formación Irati es muy conocida por la presencia de mesosaurios. En 1908, el geólogo Israel Charles White, jefe de la Comisión para el Estudio de las minas de carbón de piedra de Brasil, encontró los restos fósiles de un pequeño reptil en las rocas del Pérmico, que denominó "Esquisto Negro Iraty", cerca de la estación de tren de Irati, el estado de Paraná. Estos fósiles se han descrito y catalogado por Mac Gregor, que lo denominó Mesosaurus brasiliensis y, reconociendo su similitud con un fósil encontrado en el sur de África, se propuso la equivalencia de la Formación Irati con la Formación Whitehill, en la cuenca del Karoo. Este descubrimiento hizo famosos en todo el mundo a la Formación Irati y a la cuenca del Paraná por ser una de las evidencias más fuertes la incipiente teoría de la deriva continental.
La Formación Irati es parte del Grupo Passa Dois y está compuesta por dos miembros: Miembro Taquaral y Miembro Asistencia. White (1908) utiliza el término Iraty para designar las lutitas y las capas calcáreas que afloran en Passa Dois, Serra do Rio do Rastro, en Santa Catarina. El Miembro Asistencia está constituido por lutitas de color gris oscuro, con intercalación de lutitas negras bituminosas asociadas con horizontes de calizas crema y gris oscuro. Su contenido fósil comprende los reptiles Mesosaurus brasiliensis y Stereosternum tumidum, además de restos de plantas, peces y crustáceos, además de palinomorfos. El Miembro Taquaral se compone en su mayor parte de sedimentos limo-arcillosos grises con laminación horizontal. En los tramos basales se encuentran areniscas de grano fino.
Las dolomias del Miembro Taquaral son explotadas por los aditivos del suelo, especialmente en la región entre Rio Claro y Piracicaba.

## Lutitas bituminosas
Desde 1972, Petrobras opera una planta industrial para extraer hidrocarburos de las lutitas bituminosas de la Formación Irati, en São Mateus do Sul, Paraná. El Proceso Petrosix, una patente Petrobras, fue desarrollado íntegramente por la empresa e incluye procedimientos para la minería, molienda, procesamiento termoquímico con la obtención de productos de petróleo de esquisto, gas y azufre nativo. En la cantera son abundantes los fragmentos fósiles de crustáceos y de la fauna típica con Mesosaurus brasiliensis. Peresenta dos capas de lutitas ricas en petróleo. Las concentraciones de aceite son del 9,1 % para la capa inferior y de 6,4 % para la capa superior. Las reservas estimadas son de unos 700 millones de barriles de petróleo, nueve millones de toneladas de gas licuado de petróleo (GLP), 25 millones de metros cúbicos de gas de esquisto y 18 millones de toneladas de enxofre.

## Potencial de generación de petróleo
Las lutitas negras de la Formación Irati son potenciales generandoras de hidrocarburos a concentraciones de 1 y 13% y los picos de 23% y el potencial de generación de 100-200 kg HC por tonelada de roca. Los datos geoquímicos indican que la Formación Irati es más propicia para presentar las rocas generadoras de petróleo en la cuenca del Paraná. El principal proceso natural para la generación de hidrocarburos en la cuenca fue aportado por el efecto térmico de intrusiones ígneas en la Formación Irati.